# Ham (Tongeren-Borgloon)
Ham is een gehucht in Hoepertingen in de Belgische gemeente Tongeren-Borgloon. Het ligt ten zuidoosten van de dorpskern van Hoepertingen.
Ham ligt in  de vallei van de Herk. Hier bevond zich de Hammolen, waarvan nu nog enkele sterk gewijzigde gebouwen aanwezig zijn. Ook ligt hier het restant van een spoorwegbrug uit 1879, deel uitmakend van de voormalige spoorweg van Sint-Truiden naar Tongeren. De belangrijkste straat is de Hamstraat.

## Geschiedenis
Het gehucht vormt de omgeving van het vroegere laathof van het Sint-Odulfuskapittel te Borgloon. Dit werd voor het eerst vermeld in 1237.
Op de Vandermaelenkaart uit het midden van de 19de eeuw is het gehucht Ham aangeduid, met op de Herk de Min de Ham (Hammolen).

## Externe bron
- Onroerend erfgoed

Deelgemeenten: Bommershoven · Borgloon · Broekom · Gors-Opleeuw · Gotem · Groot-Loon · Hendrieken · Hoepertingen · Jesseren · Kerniel · Kuttekoven · Rijkel · Voort

Overige kernen: Boeshoven · Ham · Haren · Helshoven · Opleeuw · Rullekoven · Rullingen · Sassenbroek · Tereiken

Belgische gemeenten · Arrondissement Tongeren · Limburg · Vlaanderen